# Lumbriculida
Ordre
Les Lumbriculida constituent un ordre de vers aquatiques annélides, oligochètes. Il ne faut pas les confondre avec les vers de terre de la famille des Lumbricidae (contenant les lombrics). 

## Liste des familles
Selon World Register of Marine Species (5 janvier 2019) :
- famille Lumbriculidae Vejdovský, 1884